# Ghetonìa
I Ghetonìa sono un gruppo musicale popolare di lingua grika originario del Salento. Il nome del gruppo (grico Γειτονία) si traduce in italiano come vicinato.

## Storia dei Ghetonìa
Nati nel 1992 dall'idea di Roberto Licci (voce e chitarra, componente del Canzoniere Grecanico Salentino), Salvatore Cotardo (sax) e Pierangelo Colucci con l'intento di recuperare le antiche tradizioni musicali e culturali locali. Fin da subito la loro musica ha recuperato anche l'antica appartenenza cultura del Salento al Mediterraneo, che per alcuni decenni era stata dimenticata per inseguire modelli di sviluppo occidentali poi rivelatisi effimeri. Grazie in particolare a Colucci e alla sua conoscenza delle musiche e degli strumenti arabi, i Ghetonìa sono stati i primi a utilizzare ritmi e suoni mediterranei nei loro arrangiamenti, corrente che oggi è la più fertile ma che nei primi anni Novanta era un'assoluta novità.
Al gruppo si sono aggiunti e avvicendati negli anni successivi Emanuele Licci (voce, chitarra), Franco Nuzzo (percussioni), Angelo Urso (contrabbasso), Admir Shkurtaj (fisarmonica), Massimo Pinca (contrabbasso), Antonio Cotardo (flauto), Giorgio Vendola (contrabbasso).
Il gruppo ha fatto numerosi concerti oltre che in Italia anche all'estero, soprattutto in Grecia, ma anche nei Balcani, a Cuba e negli USA dove sono stati invitati dal World Music Institute.

## Discografia

### Album e EP
- 1993 - Mara l'acqua (Circolo Ghetonìa, Calimera (Le)- riedizione 2014, AnimaMundi Edizioni nel cofanetto Mara l'acqua/Agapiso/Malìa. Le origini 1993-1995)[6]
- 1994 - Agapiso (Circolo Ghetonìa, Calimera (Le) - riedizione 2014, AnimaMundi Edizioni nel cofanetto doppio cd Mara l'acqua/Agapiso/Malìa. Le origini 1993-1995)[6]
- 1995 - Malìa (Circolo Ghetonìa, Calimera (Le) - riedizione 2014, AnimaMundi Edizioni nel cofanetto doppio cd Mara l'acqua/Agapiso/Malìa. Le origini 1993-1995)[6]
- 1996 - Per incantamento (Circolo Ghetonìa, Calimera (Le) - edizione greca 1998, allegata alla rivista Metro con il titolo Τα Μαγικά (Ta Magika) - riedizione 2004, AnimaMundi Edizioni
- 1996 - Grecìa Salentina (Unione Europea/Circolo Ghetonìa, Calimera (Le)
- 1998 - Mari e lune a est del sud (Moscara associati - riedizione 2003, AnimaMundi Edizioni/Radici Music Records)[7]
- 2001 - Krifì. Live: Portogallo, Grecia, Spagna (Editrice Conte di Lecce - riedizione 2011, AnimaMundi edizioni)[8]
- 2005 - Terra e sale (Anima Mundi Edizioni)
- 2009 - Riza (CD+DVD del concerto tenutosi il 18 febbraio 2008 a Calimera) (IRMA/Edel/Italian World Music)

### Partecipazioni a compilation
- 2009 - Taranta Nights Vol.2 - (Italian World Music) [2]
- 2010 - Sud (Italian World Music) [2]